# Власина
Власина (на сръбски: Власина) е река в Сърбия, десен приток на река Южна Морава. Дължината ѝ е 70 km.
Власина извира като отточна река от Власинското езеро. Езерото е било голямо тинесто торфено блато, но през 1947 – 1951 г. Власина е преградена с бент и блатото е превърнато в изкуствено езеро. Реката тече на север, между планините Чемерник на запад и Грамада на изток. Минава през Църна Трава, областен и общински център, и селата Брод, Кръстичево и Ябуковик, където достига планината Лужница и приема Градска река от дясно.
След това реката тръгва на запад по южните склонове на Лужница и приема отдясно Тегошница (при село Доне Гаре) и Лужница (при Сводже). Продължава по най-южните склонове на планините Сува планина и Бабичка гора и достига до град Власотинци и западните части на ниското Лесковацко поле. След селата Батуловци и Стайковци Власина се влива в Южна Морава, източно от Лесковац.
Долината на реката от Власинското езеро до гр. Власотинци е тясна, дефилеобразна със стръмни склонове, склонни към силна ерозия. Надолу по течението от Власотинци долината се разширява и реката започва да криволичи. Точно преди вливането си в Южна Морава Власина се разклонява на няколко ръкава. По време на високи нива на водата цялата тази зона е наводнена.